# Inocybe arenicola
Inocybe arenicola är en svampart som först beskrevs av Roger Heim, och fick sitt nu gällande namn av Marcel Bon 1983. Enligt Catalogue of Life ingår Inocybe arenicola i släktet Inocybe,  och familjen Inocybaceae, men enligt Dyntaxa är tillhörigheten istället släktet Inocybe,  och familjen Crepidotaceae. Artens status i Sverige är: Ej påträffad. Inga underarter finns listade i Catalogue of Life.